# 任弘嘉
任弘嘉（17世纪—？），字葵尊，江南宜兴縣人。清朝政治人物，由進士任監察御史，直言敢諫。官至通政司參議。

## 仕途
康熙十一年（1672年）舉人，官居行人。康熙十五年（1676年），成进士。十八年（1679年），考选江南道御史。巡南城，上疏言：“各州县宜有讲堂书院，庶人知乡学。”又言：“学道不惟受制籓司，抑且受制知府。盖府道阶级不甚悬，无以资表率。部郎声望不甚重，又无由达封章。求其公明，实不可得，乞重其选。”改巡北城，疏陈五城应行事，说：“盗风未靖，由保甲不行。稽察未清，由旗、民杂处。司坊未洁，由劝惩不当。”又言：“州县昏夜比较，乡民讬宿无地，饥寒受杖，往往殒命。又或因分釐火耗之轻，受佥役横索之累。”又言：“朝廷清丈，所以为民，而籓府驳册，上下动费累百。津梁有关，所以御暴，今小港皆设巡拦，旱路亦行堵截，检索至负担，税课遍鸡豚。”所言皆痛切。有一天巡城，有锦衣骏马突来其前，他呵斥之。隶卒说：“这是王府优人。”任弘嘉快步走到王府，索此优人出，杖四十。康熙帝闻，以任弘嘉为直臣。从此贵戚敛迹，不敢违法。
不久掌山东道御史，兼江南道如故。上十渐疏：“一曰，朋党交结之渐。始因交际为餽遗，渐以爱憎成水火。二曰，奢侈僭逾之渐。物力既殚，等威亦紊。三曰，文武讦讪之渐。督、抚、提、镇挟私互讦，小吏效尤，何以使民无讼？四曰，绅士吹求之渐。有司视如仇雠，奸民以为鱼肉。五曰，上下奉违之渐。国家良法美意，奉行者徒有虚文，过当者反成弊政。六曰，名器混淆之渐。为生养万民计，守令宜用正途。七曰，常平侵渔之渐。贮穀久易浥损，又难盘察，不若听民输钱，数易稽而无朽蠹。八曰，河工兴建之渐。从古无不徙之河，治河惟去其太甚，不必议开议塞，借一劳永逸之辞，为逐利幸功之术。九曰，情罪过当之渐。如逃人止於鞭刺，过宿反至窜流，轻重不平，枉诬尤甚。十曰，积习胶固之渐。升迁则趕缺压缺，处分则忽重忽轻，视为故常，营竞特甚。”又上疏论铨政不平，并下部议行。三十三年（1694年），迁奉天府府丞，兼学政。转通政司参议，署通政使。丁母忧归。丧期满后得眼病，卒于家。
任弘嘉素來谨慎，每每上疏之言过直，就战栗。有人说：“你如此畏惧，何如不言？”答：“弘嘉之战栗，是气不足。但知其当言，不敢欺吾心，尤不敢负吾君罢了。”

## 轶闻
王士禛《香祖笔记》载任弘嘉刚任御史时，上疏请定服色，于是三品以上才被准许穿有貂及舍利狲补子的官服。王士禛《分甘馀话》卷三称“近岁御史以骨鲠著闻者二人：宜兴任弘嘉，丹阳荆元实。”并记载：一日，康熙帝命阁臣、九卿科道问总漕官员才干、品行、政绩，众人相顾未发言，任弘嘉从末班抗声说：“此人贪酷暴横，无一善状。”内阁授其笔札持其言入告康熙帝，总漕者遭罢黜，公论以为快事。任弘嘉升通参，因病辞职归荆楚之地，封事十余条上奏，在当时都劲直有声，忽然称病求归，当时王士禛刚代为都察院左都御史，力挽留不得，任弘嘉最终殁于天津舟中，深为可惜。

## 作品
《千秋岁》
鹴裘频换。贳得藏书半。墨痕涌，文风变。千秋删定贵，一日功名贱。堪慰甚，幼童长喜传新卷。

令节春光晏。短帽当风乱。挥麈尾，浩然叹。疏狂诗酒癖，睥睨乾坤愿。须自省，行年五十非虚幻。

## 评价
- 《清史稿》论曰：弘嘉论十渐，（高）层云争国体，陈义皆甚高。

## 延伸阅读
[在维基数据编辑]
 《清史稿·卷282》，出自趙爾巽《清史稿》